# الفاندگویلا
الفاندگویلا (به اسپانیایی: Alfondeguilla) یک شهرستان در اسپانیا است که در Plana Baixa واقع شده‌است.

## خصوصیات
الفاندگویلا ۲۸٫۳ کیلومترمربع مساحت و ۸۷۲ نفر جمعیت دارد و ۲۱۹ متر بالاتر از سطح دریا واقع شده‌است.